# Microcebus murinus
El lémur ratón gris (Microcebus murinus) es una especie de mamífero primate de la familia Cheirogaleidae. Este lémur se encuentra principalmente en la zona del norte de Madagascar. Se caracteriza por tener el lomo anaranjado (en el caso de los machos).
Se alimentan de frutos como la papaya y los aguacates. Tienen unos pequeños colmillos y dientes afilados que utilizan para roer frutas y comer pequeños insectos, como mariposas y escarabajos.
Suelen tener 1 o 2 crías cada 4 meses. Son ágiles y viven en las copas de los árboles, para evitar contacto con animales que puedan ser una amenaza. Viven en grupos de 5 a 10 individuos, que siguen a un macho dominante.